# Jason Lawson
Jason Love Lawson (Filadelfia, 2 settembre 1974) è un ex cestista statunitense, professionista nella NBA, in Europa e in Messico.

## Carriera
È stato selezionato dai Denver Nuggets al secondo giro del Draft NBA 1997 (41ª scelta assoluta).
Con gli Stati Uniti ha disputato le Universiadi di Fukuoka 1995.

## Palmarès
- Campionato francese: 1

Pau-Orthez: 2000-01
- Campione NIT (1994)
- CBA All-Defensive First Team (2000)